# Hildegard av Vinzgouw

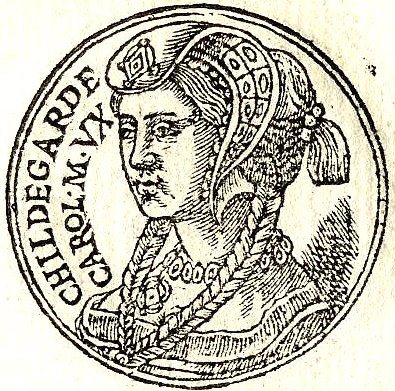
Hildegard av Vinzgouw

Hildegard av Vinzgouw, född 758, död 783, var en drottning av Frankerriket; gift 771 med Karl den store.

## Biografi
Hon var dotter till Gerold av Vinzgouw och Emma av Alamannia. 
Hildegard åtföljde Karl under hans fälttåg; under expeditionen i Italien (773-774) närvarade hon vid belägringen av Pavia, och 778 vid fälttåget till Spanien. Hon hade en god relation till det blivande helgonet Lioba och gjorde donationer till kyrkor. 
Hon avled i barnsäng när dottern Hildegarde föddes. Hon begravdes i klostret Saint-Arnould utanför Metz.

## Barn
1. Karl den yngre (ca 772/773–811)
2. Adélaïde (ca 773/774–774)
3. Rotrude (775–810)
4. Pippin av Italien (777–810)
5. Ludvig den fromme (778–840)
6. Lothaire (778–ca 779/780)
7. Berthe (779–824)
8. Gisèle (781–800 eller 814)
9. Hildegarde (783)